# 後生元
後生元（英語：Postbiotic）是細菌 (包括益生菌) 的分泌物或是其菌體片段，可為宿主提供生理益處。它們可能具有與益生菌發揮相似的功能，能積極的產生人體生理反應，並恢復腸道穩定的能力。

## 分類
菌體成分  : 脂壁酸、磷壁酸、肽聚醣、细胞表面蛋白、多醣、膜蛋白
益菌分泌物 : 維生素、脂質、蛋白質、胜肽、有機酸、短鏈脂肪酸、細胞多醣

## 合格後生元標準
根據國際益生菌和益生元科學協會（ISAPP）關於後生元的共識聲明，包含以下 :
1. 細胞微生物的分子表徵（例如，完整的基因組序列），以精準鑑定和篩選安全隱患的潛在基因
2. 詳細說明滅活步驟和過程
3. 確認已發生滅活
4. 組成分的詳細說明
5. 具有高質量的試驗、對宿主產生健康益處的實際證據
6. 評估其製劑在目標宿主中預期用途和其安全性

## 安全性
後生元比活菌 (益生菌) 可預期具有更好的安全性，因為它們所含的微生物已喪失複製能力，因此不會引起敗血症或真菌病。但是，這僅根據祖輩微生物的安全性，但不能認為所有的後生元都是安全的。例如，來自革蘭氏陰性細菌的脂多醣能誘發中毒性休克，特別是當內毒素可能從死細菌中釋放。故在使用前，需要對後生物的預期用途進行安全性評估。